# Osterheide
Osterheide är ett kommunfritt område i Landkreis Heidekreis i förbundslandet Niedersachsen i Tyskland. 
Administrativt säte är Oerbke och det finns två byar Ostenholz och Wense.